# カール・フォン・オシエツキー大学オルデンブルク
カール・フォン・オシエツキー大学オルデンブルク（独：Carl von Ossietzky Universität Oldenburg、英：Carl von Ossietzky University Oldenburg）は、ドイツ・ニーダーザクセン州、オルデンブルクにある州立の総合大学。通称、オルデンブルク大学。
以下、本項では「オルデンブルク大学」と呼称する。

## 沿革

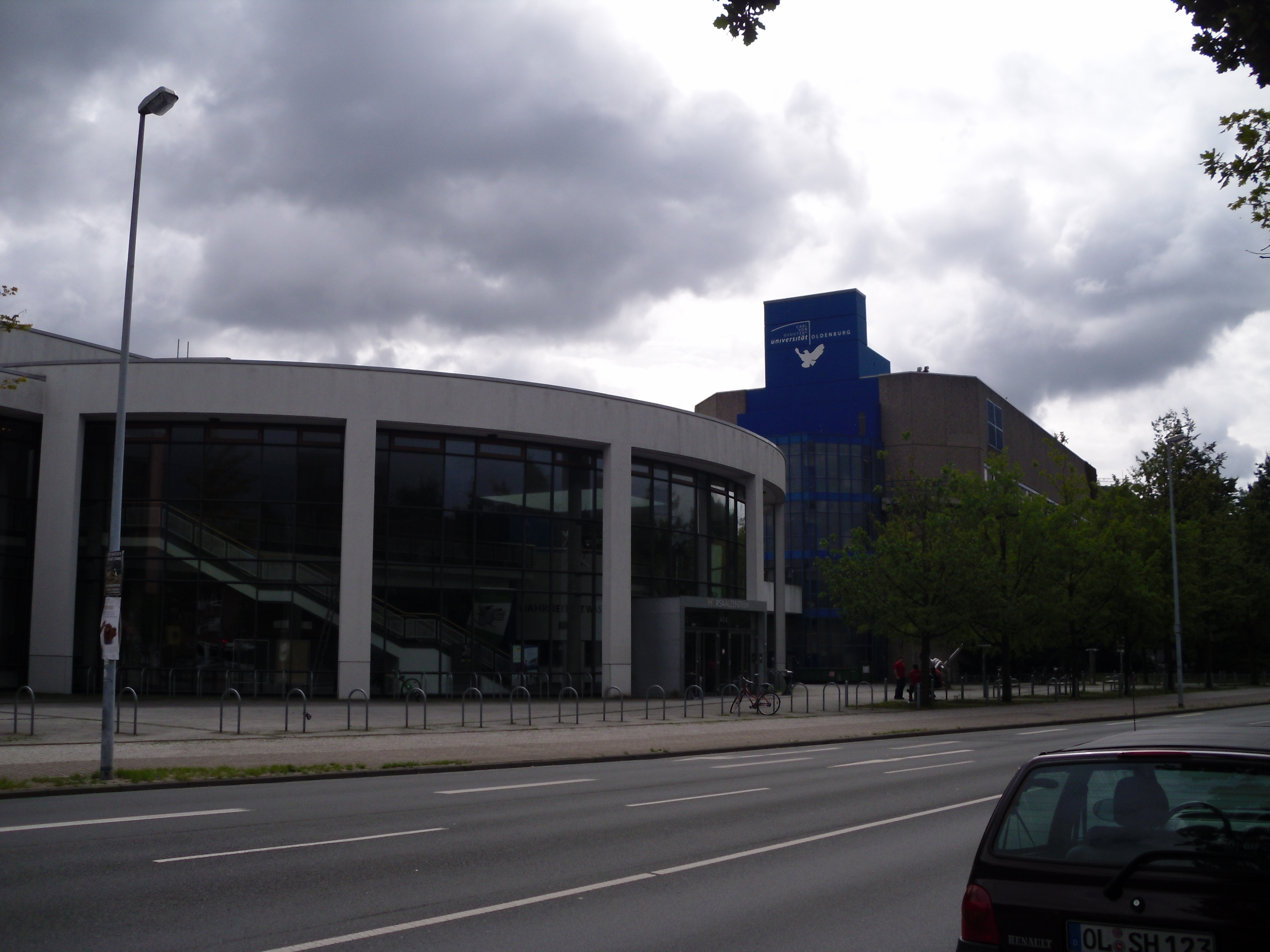
講堂

前身となった州立教育専門大学の廃校を受け、1973年に創立された。ドイツ国内では比較的若い大学である。1991年にノーベル平和賞受賞者カール・フォン・オシエツキーの名を冠する現在の大学名となった。
1970年代に一貫した教員養成プログラムで広く名を知られるようになった。その伝統から、現在でも各種教育機関のための教員養成は当大学の重要な特色をなしている。近年では、教育学の他にも、社会学・情報工学・音響学・脳科学・再生可能エネルギー・海洋学研究などの分野に力を入れている。
1994年設立の北部ドイツ大学連盟に加盟している。
2002年の大学組織改編の際、それまであった11の学群は新たに設立された5つの学部に吸収統合された。現在、医学部も設立されて6つの学部がある。
いわゆるボローニャ・プロセスの一環として、2005/06年冬学期より英米型の学士（Bachelor）課程・修士（Master）課程が導入された。

## 概要

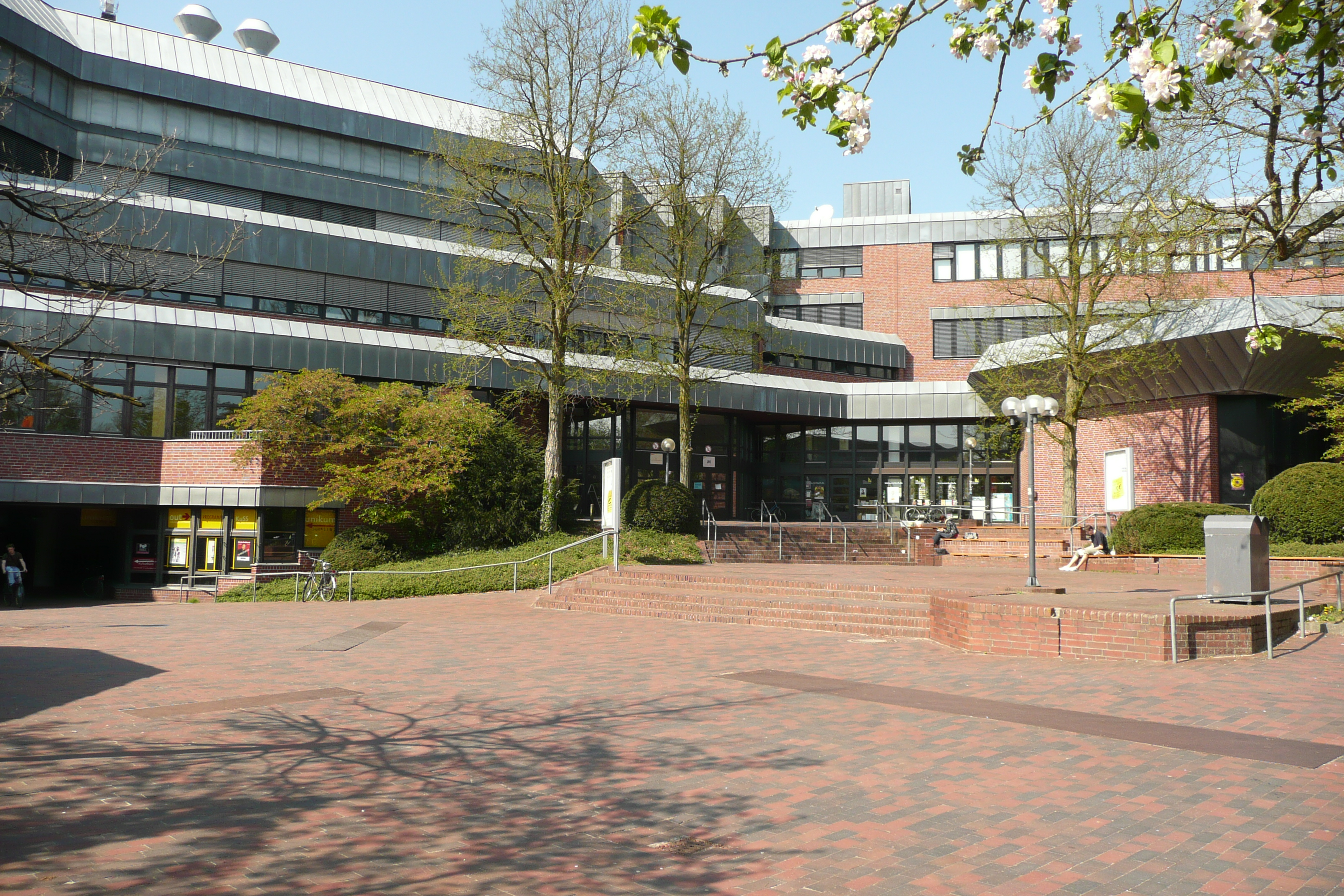
大学構内

市の中心部からやや離れたハーレントアー（Haarentor）地区とヴェヒロイ（Wechloy）地区にキャンパスがある。5学部あわせて21の学科を擁する。総学生数は、2009/10年冬学期の時点で約10300人。教授数は約170人（2008年度）。

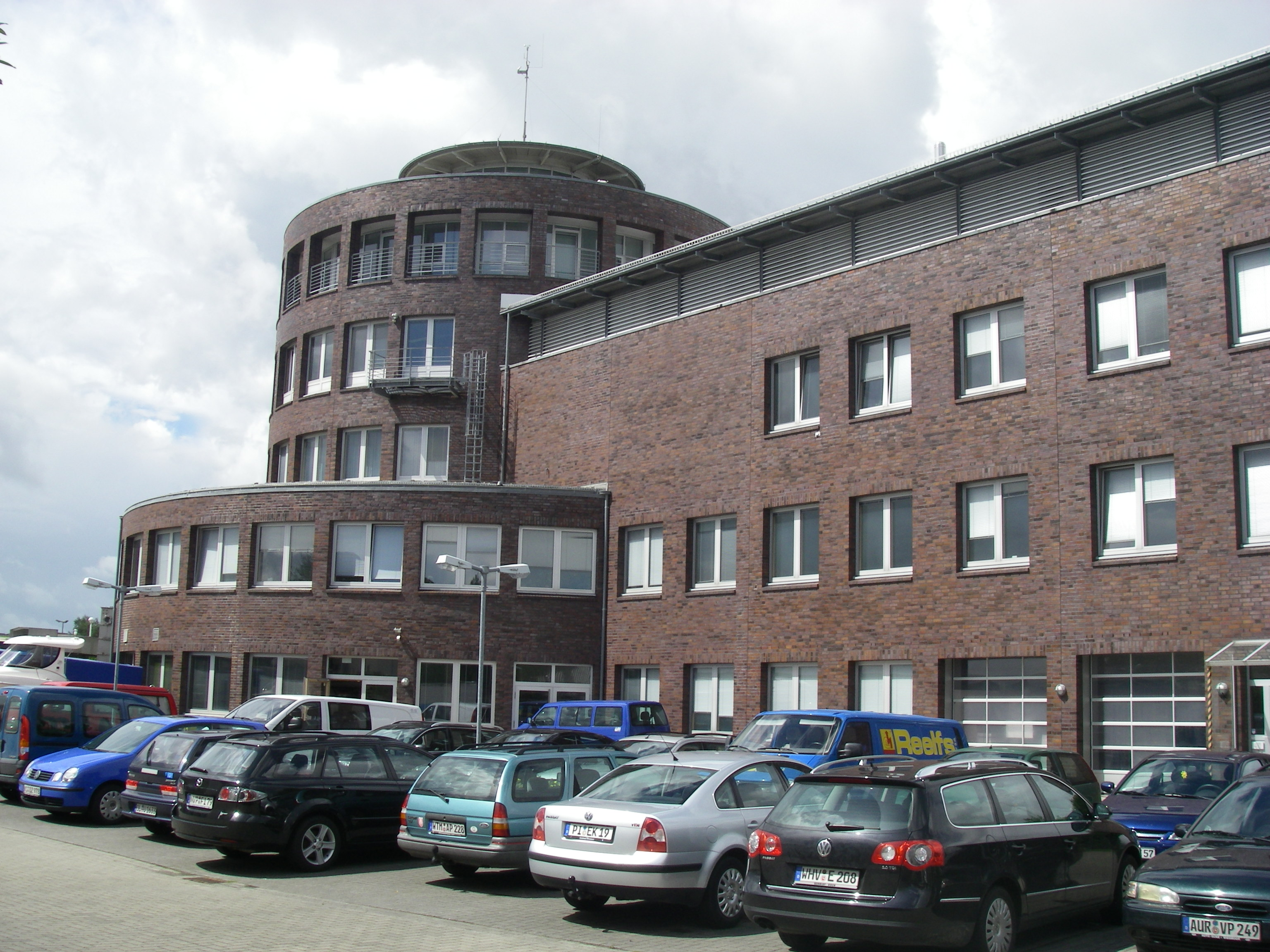
Wilhelmshavenにある臨海研究所

## 学部
- 教育・社会科学部
- 情報・経済・法学部
- 言語・文化科学部
- 人間科学部
- 数学・自然科学部
- 医学部

## 国際交流
欧州内外の様々な国の大学と活発に交換留学協定を締結している。日本の提携大学は法政大学や鹿児島大学など。